# Idiophthalma
Idiophthalma là một chi nhện trong họ Barychelidae.

## Các loài
Het geslacht kent de volgende soorten:
- Idiophthalma amazonica Simon, 1889
- Idiophthalma ecuadorensis Berland, 1913
- Idiophthalma pantherina Simon, 1889
- Idiophthalma robusta Simon, 1889
- Idiophthalma suspecta O. P.-Cambridge, 1877